# حشافة
حَشِّافَة (الاسم العلمي: Neritopsis)، جنس حلزونات بحرية من فصيلة الحشافيات.

## الأنواع
ويضم جنس الحشافة الأنواع التالية:
- Neritopsis aqabaensis Bandel, 2007[3]
- Neritopsis atlantica Sarasúa, 1973[4]
- † Neritopsis moniliformis Grateloup, 1832 - النوع النمطي، من الميوسين المبكر.[5]
- † Neritopsis parisiensis Deshayes, 1864 - من العصر الإيوسيني[5]
- Neritopsis radula (Linnaeus, 1758)[6]
- Neritopsis richeri Lozouet, 2009[7]
- † Neritopsis vokesorum[بحاجة لمصدر]

الأنواع المنقولة المرادفة
- Neritopsis finlayi Hoerle ، 1974: مرادف لـ Neritopsis atlantica Sarasúa ، 1973